# Дервиш, Кемаль
Кемаль Дервиш (тур. Kemal Derviş; 10 января 1949, Стамбул — 8 мая 2023) — турецкий экономист и политик. Руководил программой развития ООН.

## Биография
Родился 10 января 1949 года в Стамбуле. Его отец — турок, мать имеет смешанное немецко-голландское происхождение.
Учился в Швейцарии в Institut Le Rosey. Получил степени бакалавра (1968) и магистра (1970) в области экономики в Лондонской школе экономики, затем степень доктора философии (1973) в Принстонском университете. В 1973—1976 годах преподавал в Ближневосточном техническом университете, а также занимал пост советника Бюлента Эджевита. В 1976—1978 годах Кемаль Дервиш преподавал экономику в Принстонском университете.
В 1977—2001 годах Кемаль Дервиш работал во Всемирном банке. В 2001 году Дервиш вернулся в Турцию.
В марте 2001 года Кемаль Дервиш получил пост министра экономики Турции в правительстве Бюлента Эджевита. Разработал трёхлетнюю программу восстановления турецкой экономики, которая была начата в 2001 году. В августе 2002 года ушёл в отставку с поста министра, 3 ноября того же года был избран членом Великого национального собрания от Республиканской народной партии.
5 мая 2005 года Кемаль Дервиш был избран руководителем программы развития ООН. В 2009 году решил не баллотироваться на этот пост во второй раз.
Умер 8 мая 2023 года.

### Личная жизнь
Помимо турецкого, Кемаль Дервиш владеет также английским, немецким и французским языками. Женат на гражданке США Катрин Дервиш.

## Награды и премии
- Орден Восходящего солнца 1 класса (Япония, 2009)[8];
- Большой крест ордена Гражданских заслуг (Испания, 2011)[9];

В 2005 году Дервиш занял 67 место списке Топ-100 мировых мыслителей по версии журнала Foreign Policy.